# Punch et Judy

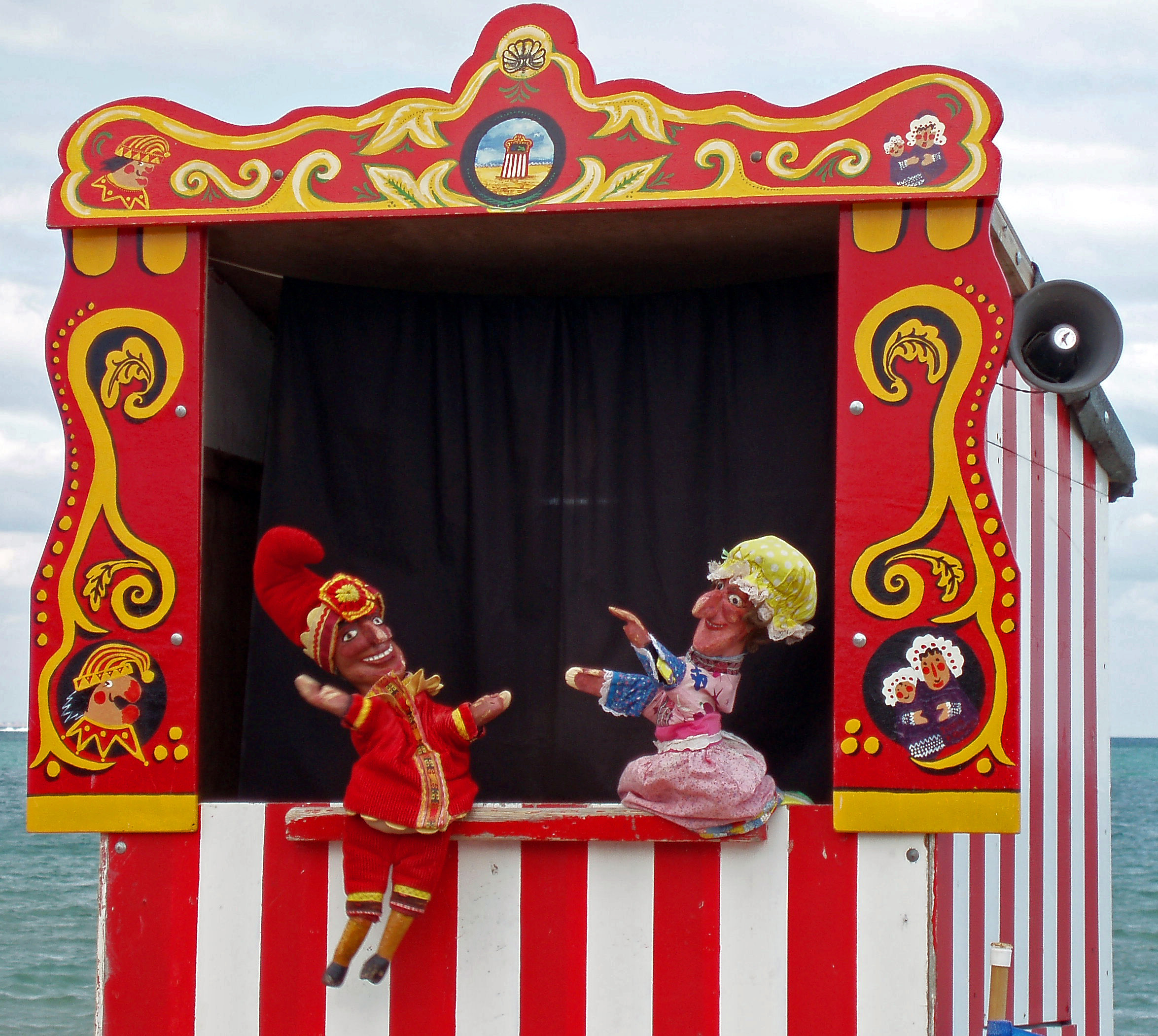
Un spectacle de marionnettes, Punch et Judy.

Punch et Judy est un spectacle de marionnettes célèbre au Royaume Uni. Il fut d’abord transcrit par John Payne Collier qui s’était rendu à une taverne où Giovanni Piccini jouait. Maintenant, des personnages de cirque peuvent s’ajouter comme le clown ou le Singe.

## Scénario
Le scénario est le suivant : Punch, à qui sa femme Judy demande de surveiller leur bébé, jette l'enfant par la fenêtre. Quand Judy revient et constate qu'il a tué le bébé, elle tape son mari avec un bâton. Pour se venger d'elle, il la bat et la tue. Punch triomphe ensuite du policier qui veut l’arrêter, du crocodile qui veut lui prendre ses saucisses, de la Mort, ainsi que du Diable. Il parvient parfois également à séduire une jeune courtisane nommée Jolie Polly.

## Personnages

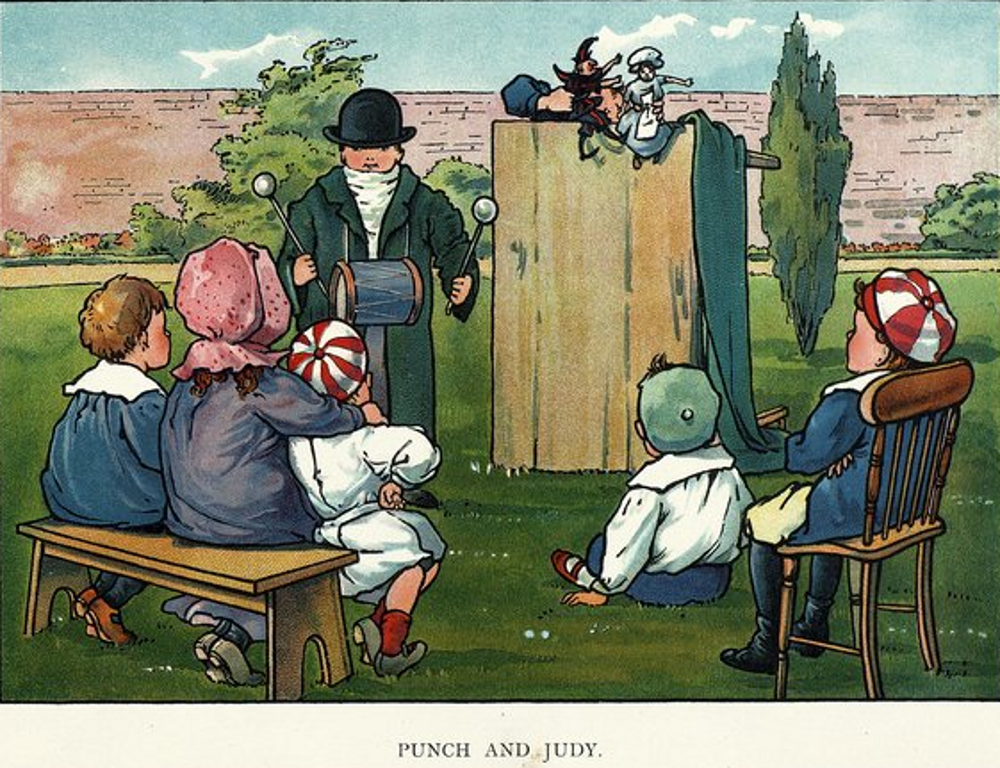
Un groupe d'enfants anglais joue à Punch et Judy en 1859.

### Punch
Punch est un bossu habillé en bouffon, et son nez crochu touche presque son menton. Il porte un bâton aussi grand que lui, qu'il utilise à son gré pour frapper les autres personnages. Il possède une voix rauque produite à l'aide d'un instrument appelé swazzle ou swatchel que le Professor (le marionnettiste) met dans sa bouche.
Une réplique célèbre de Punch est : « That's the way to do it ! » (« C'est comme ça qu'il faut faire ! »)

### Judy
Elle est la femme de Punch. Elle fait des bisous à son mari, mais défend son bébé lorsqu’il le tue. C’est une version féminine de Punch avec le même nez et le même menton que lui. Elle est aussi coiffée d’une charlotte et n’a pas toujours la bosse de son mari. Elle s’appelait avant Joan.

## Histoire
Le spectacle de Punch et Judy tire ses origines de la commedia dell'arte italienne. Les personnages de Punch et Judy sont dérivés de ceux de Pulcinella et de Joan.
Le premier compte rendu écrit sur le spectacle de Punch et Judy date du 9 mai 1662. Son auteur, le diariste Samuel Pepys, assista à l'un des spectacles près de St. Paul's Church au Covent Garden à Londres. Le spectacle était mené par un italien du nom de Pietro Gimonde, et surnommé Signor Bologna.
La première transcription du spectacle date des années 1840 et se trouve dans le livre London Labour and the London Poor d'Henry Mayhew. En 1841, Mr. Punch devient l'emblème et le nom d'un magazine humoristique illustré, Punch, publié à Londres jusqu'en 2002.
Aujourd’hui, les Punch-men se retrouvent chaque année à Covent Garden pour jouer leur spectacles en public.
Spectacles similaires dans les autres pays :
- Allemagne : le Kasperletheater, avec Kasper et Grete
- France : Guignol
- Grèce : Karaghiosis
- Italie : Pulcinella
- Russie : Petrouchka
- Espagne : Cristobita